# Recensement de 2022 en Afrique du Sud

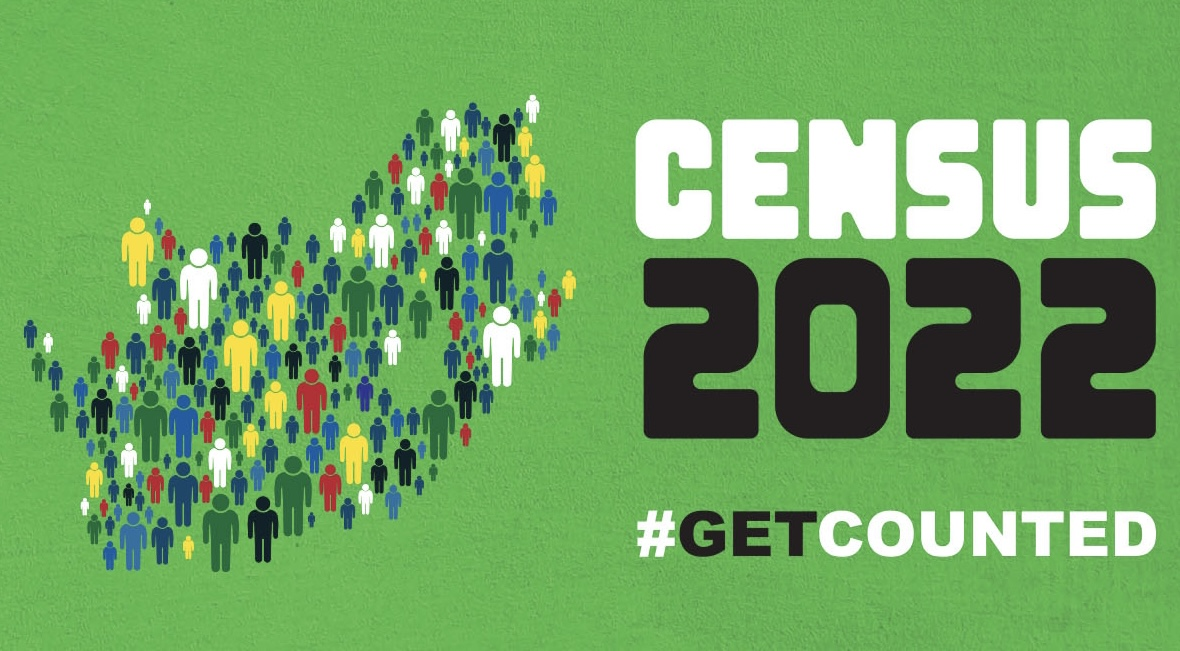
Logo du recensement.

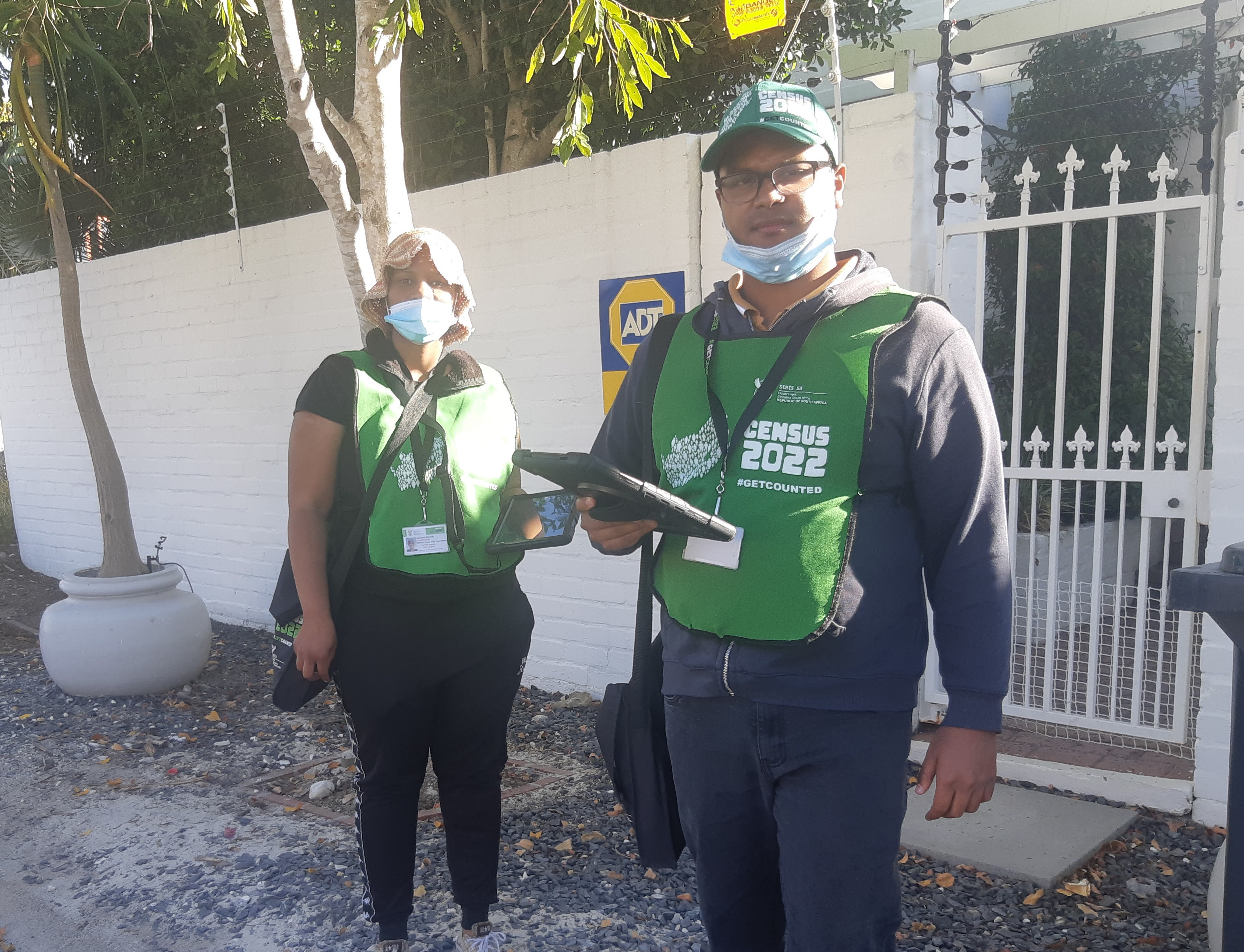
Deux agents de recensement sud-africains collectant des données pour le recensement national.

Le recensement national sud-africain de 2022 est le 4e recensement de la population complet d'Afrique du Sud réalisé par Statistique Afrique du Sud (Stats SA). Les résultats ont été publiés le 10 octobre 2023 et affichent une population totale de 62 millions d'habitants dans le pays,. Ce recensement a rencontré des problèmes pour collecte les données et un important sous-dénombrement des populations pauvres, empêchant la publication de données économiques et sociales clés.

## Résultats
Les premiers chiffres, publiés le 10 octobre 2023, font état d'une population totale de 62 027 503 habitants.
- Superficie : 1 220 813 km2
- Population : 62 027 503 habitants
- Ménages : 17 828 778

### Démographie
Pour un article plus général, voir Démographie de l'Afrique du Sud.
81,4% de la population est africaine noire. L'âge médian de la population totale est de 28 ans.
| Rang              | Groupe              | Pop. 2011  | Pop. 2022  | Variation (hab) | Variation (%) |
| ----------------- | ------------------- | ---------- | ---------- | --------------- | ------------- |
| 1                 | Africain noir       | 41 000 938 | 50 486 856 | 9 485 918       | 20,74%        |
| 2                 | Coloured            | 4 615 401  | 5 052 349  | 436 948         | 9,04%         |
| 3                 | Blanc               | 4 586 838  | 4 504 252  | −82 586         | -1,82%        |
| 4                 | Asiatique ou Indien | 1 286 930  | 1 697 506  | 410 576         | 27,51%        |
| 5                 | Autre               | 280 454    | 247 353    | −33 101         | -12,54%       |
| Population totale | Population totale   | 51 770 560 | 61 988 314 | 10 217 755      | 19,8%         |

| Langue natale             | COc. | COr. | CN   | ÉL   | KZN  | NO   | Ga.  | MP   | LP   | Pop. (hab) | Pop. (%) |
| ------------------------- | ---- | ---- | ---- | ---- | ---- | ---- | ---- | ---- | ---- | ---------- | -------- |
| Afrikaans                 | 41,2 | 9,6  | 54,6 | 10,3 | 1    | 5,2  | 7,7  | 3,2  | 2,3  | 6 583 111  | 10,6%    |
| Anglais                   | 22   | 4,8  | 2,4  | 1,5  | 14,4 | 1    | 9,2  | 1,5  | 1    | 5 388 221  | 8,7%     |
| IsiNdebele                | 0,2  | 0,1  | 0    | 0,1  | 0    | 0,4  | 3,1  | 9,9  | 1,1  | 1 053 711  | 1,7%     |
| IsiXhosa                  | 31,4 | 81,8 | 4,5  | 5,5  | 3,1  | 4,8  | 6,7  | 1    | 0,2  | 10 073 111 | 16,3%    |
| IsiZulu                   | 0,4  | 0,3  | 0,3  | 3,7  | 80   | 1,6  | 23,1 | 27,8 | 0,6  | 15 124 191 | 24,4%    |
| Sepedi                    | 0,1  | 0    | 0,1  | 0,2  | 0,1  | 2,1  | 12,6 | 10,3 | 55,5 | 6 198 831  | 10%      |
| Sesotho                   | 1    | 2,4  | 1,2  | 72,3 | 0,6  | 5,9  | 13,1 | 2,3  | 0,8  | 4 958 852  | 7,8%     |
| Setswana                  | 0,1  | 0    | 35,7 | 5,3  | 0    | 72,8 | 10,4 | 1,6  | 1,4  | 5 113 111  | 8,3%     |
| LdS S-A                   | 0,01 | 0,01 | 0,02 | 0,01 | 0,01 | 0,03 | 0,02 | 0,02 | 0,02 | 12 397     | 0,02%    |
| SiSwati (Swazi)           | 0    | 0    | 0    | 0,1  | 0    | 0,2  | 0,9  | 30,5 | 0,3  | 1 737 722  | 2,8%     |
| Tshivenda                 | 0,1  | 0    | 0,1  | 0,1  | 0    | 0,4  | 2,4  | 0,2  | 17,4 | 1 549 957  | 2,5%     |
| Xitsonga                  | 0,2  | 0,1  | 0,1  | 0,2  | 0    | 3,1  | 7    | 10,6 | 17,3 | 2 913 111  | 4,7%     |
| Langues Khoi, Nama et San | 0    | 0,01 | 0,17 | 0,01 | 0    | 0,01 | 0,01 | 0,01 | 0,01 | 6 199      | 0,01%    |
| Shona                     | 2    | 0,5  | 0,4  | 0,3  | 0,3  | 1,6  | 2,1  | 0,6  | 1,6  | 743 739    | 1,2%     |
| Chichewa, Nyanja          | 0,5  | 0,1  | 0,1  | 0    | 0,2  | 0,2  | 0,6  | 0,1  | 0    | 185 965    | 0,3%     |
| Portuguais                | 0,1  | 0    | 0,1  | 0    | 0,1  | 0,2  | 0,3  | 0,3  | 0    | 123 977    | 0,2%     |
| Autres                    | 0,7  | 0,4  | 0,3  | 0,3  | 0,2  | 0,3  | 0,7  | 0,3  | 0,4  | 247 953    | 0,4%     |
| Total                     | 100% | 100% | 100% | 100% | 100% | 100% | 100% | 100% | 100% | 100%       | 100%     |

| Rang | Genre | Pop. 2011  | Pop. 2022  | Variation (hab) | Variation (%) |
| ---- | ----- | ---------- | ---------- | --------------- | ------------- |
| 1    | Femme | 26 581 769 | 31 948 746 | 5 366 977       | 18,33%        |
| 2    | Homme | 25 188 791 | 30 078 757 | 4 889 966       | 17,69%        |

| Rang             | Province         | Pop. 2011  | Pop. 2022  | Variation (hab) | Variation (%) |
| ---------------- | ---------------- | ---------- | ---------- | --------------- | ------------- |
| 1                | Gauteng          | 12 272 263 | 15 099 422 | 2 827 159       | 10,33%        |
| 2                | KwaZulu-Natal    | 10 267 300 | 12 423 907 | 2 156 607       | 9,5%          |
| 3                | Cap-Occidental   | 5 822 734  | 7 433 019  | 1 610 285       | 12,15%        |
| 4                | Cap-Oriental     | 6 562 053  | 7 230 304  | 668 251         | 4,85%         |
| 5                | Limpopo          | 5 404 868  | 6 572 720  | 1 167 852       | 9,75%         |
| 6                | Mpumalanga       | 4 039 939  | 5 143 324  | 1 103 385       | 12,02%        |
| 7                | Nord-Ouest       | 3 509 953  | 3 804 548  | 294 595         | 4,03%         |
| 8                | État libre       | 2 745 590  | 2 964 412  | 218 822         | 3,83%         |
| 9                | Cap-Nord         | 1 145 861  | 1 355 946  | 210 085         | 8,4%          |
| Total population | Total population | 51 770 560 | 62 027 602 | 10 257 041      | 9,01%         |

## Problèmes liés à la collecte
La période de recensement a été prolongée dans la province du Cap-Occidental jusqu'au 14 mai 2022, car seulement 58% de la population de la province y avait participé fin avril de la même année ; alors qu'environ 80% de la population totale du pays avait été interrogée à la même date. Le délai y a été prolongé une deuxième fois jusqu'au 31 mai, car seulement 78% de la population de la province avait été recensée à la fin de la première période de prolongation.
La question du sous-dénombrement dans la province du Cap-Occidental était un sujet de préoccupation majeur pour le gouvernement provincial du Cap-Occidental, car elle risquait d'entraîner une diminution des ressources allouées à la province par le gouvernement national sur une base par habitant par rapport au reste du pays.
Stats SA signale des difficultés particulières à obtenir un décompte précis des résidents Blancs et de Couleur, ce qui explique le faible taux de participation au recensement dans la province du Cap-Occidental. Lors du recensement du Cap-Occidental, les agents de recensement ont signalé des difficultés à contacter les ménages dotés de murs élevés, empêchant ainsi la réalisation de nombreuses enquêtes, tandis que d'autres ménages ont refusé de participer au recensement. D'autres problèmes rencontrés par Stats SA dans la province comprennent le fait de ne pas être en mesure d'embaucher suffisamment de recenseurs ou de trouver suffisamment de véhicules.
Après la publication des résultats du recensement, il a été signalé que le taux de sous-dénombrement était de 31%, le plus élevé étant celui du Cap-Occidental. Le taux élevé de sous-dénombrement a été pointé comme sujet de préoccupation, car il soulève des questions sur l'exactitude du nombre de personnes blanches, indiennes, nées à l'étranger et sans abri (en) enregistrées dans le recensement. En août 2024, Stats SA annonce qu'en raison d'anomalies dans les rapports, elle ne publiera pas certaines données clés telles que les chiffres sur la mortalité, la fécondité, l'emploi et le revenu des ménages.
Malgré ces critiques, notamment le problème du sous-dénombrement, Stats SA a rejeté les demandes de recomptage formulées par les universitaires et d'autres chercheurs, affirmant au contraire que les résultats sont fiables.